# Home Made
Home Made è un film muto del 1927 diretto da Charles Hines. Sceneggiato da C. Carrington su un proprio soggetto, aveva come interpreti Johnny Hines (fratello del regista), Marjorie Daw, Edmund Breese, Margaret Seddon, DeWitt Jennings, Maude Turner Gordon.

## Trama
Johnny White, trovandosi in disaccordo con il patrigno, va via di casa, recandosi a New York per promuovere le conserve di frutta fatte in casa di sua madre. Per guadagnarsi da vivere, trova un lavoro come cameriere e, in tale veste, incontra Dorothy Fenton, sua zia e il signor Tilford, un produttore di confetture. Johnny porta la ragazza in un negozio di fonografi dove si ascolta musica e si balla. Poi, ingaggiato come cameriere a un ricevimento, deve destreggiarsi a fare sia il cameriere, sia l'ospite. Arriverà al successo impiegando il proprio talento di ventriloquo: pubblicizza infatti l'Ulika Jam attraverso la radio, uno stratagemma che si rivelerà il modo giusto per sfondare sul mercato e a ingrassare finalmente le sue finanze.

## Produzione
Il film fu prodotto dalla Burr & Hines Enterprises (C.C. Burr Productions Inc.)

## Distribuzione
Il copyright del film, richiesto dalla First National Pictures, Inc., fu registrato il 1º novembre 1927 con il numero LP24592.

Distribuito dalla First National Pictures, il film uscì nelle sale statunitensi il 20 novembre 1927. In Portogallo, fu distribuito il 25 aprile 1930 con il titolo O Rei da Marmelada, in Brasile con quello di Cavando o Dele.
Non si conoscono copie ancora esistenti della pellicola che viene considerata presumibilmente perduta.